# Rzewnowo
Rzewnowo – wieś w Polsce położona w województwie zachodniopomorskim, w powiecie kamieńskim, w gminie Kamień Pomorski, przy drodze wojewódzkiej nr 106 Rzewnowo - Stargard - Pyrzyce.
W latach 1975–1998 miejscowość administracyjnie należała do województwa szczecińskiego.